# Pachydota inermis
Pachydota inermis là một loài bướm đêm thuộc phân họ Arctiinae, họ Erebidae.